# Aphthona aeneomicans
Aphthona aeneomicans es una especie de coleóptero de la familia Chrysomelidae. Fue descrita científicamente por primera vez en 1875 por Allard.